# Ciné Si
Ciné Si est une série télévisée d'animation composée de huit épisodes, réalisée par Michel Ocelot et diffusée pour la première fois sur Canal+ en 1989. Chaque épisode, employant la technique du papier découpé et un univers visuel inspiré du théâtre d'ombres, relate un conte original.

## Synopsis
Un soir, dans un cinéma désaffecté, un garçon, une fille et un vieux projectionniste se réunissent. Tous trois inventent des histoires en se demandant : « Et si... ». Ils choisissent alors une époque et une région du monde, créent des personnages et se fabriquent des costumes grâce à une machine commandée par ordinateur. Une fois prêts, le garçon et la fille interprètent les rôles principaux dans l'histoire ainsi inventée.

### La Reine cruelle et le Montreur de Fabulo
Dans un univers de science-fiction, une reine soumet ses prétendants à une épreuve fatale : rester invisible aux yeux du méga-radar. Un montreur de Fabulo, se faisant passer pour un de ces animaux musiciens, s'abrite dans la chambre de la reine, et parvient à déjouer le piège.

### Icare
L'histoire de Icare et d'un de ses compagnons , qui se sont perdues dans un labyrinthe fait pour le roi , ils décident de prendre des plumes de rapaces mais Icare arrogant de cet exploit , nargue le Roi et va jusqu'au soleil ou ses ailes se brulent et il finit noyé . Ou pas...

### Le Manteau de la vieille dame
Au Japon, à l'Époque d'Edo, un voleur veut dépouiller une vieille femme au manteau précieux, qui s'avère plus forte et retorse que le voleur l'avait anticipé.

### Le Château de la Sorcière
Au Moyen Âge, un roi offre la main de sa fille à quiconque entrera dans le château d'une sorcière. Les tentatives de plusieurs princes s'avèrent être des échecs. Un jeune paysan entre dans le château en demandant la permission d'entrer. La sorcière se révèle finalement peu menaçante, et le garçon décide de rester avec elle.

### La Princesse des diamants
Au Moyen Âge, une princesse est ensorcelée par un monstre. Un prince devra, dans un temps dramatiquement court, trouver tous les diamants d'un collier pour la délivrer.

### Prince et Princesse
Dans un parc romantique, un prince et une princesse s'embrassent et se transforment en animaux : crapaud, limace, éléphant… Ils ne peuvent que continuer à s'embrasser pour sortir de ces transformations, jusqu'à l’inversion finale des rôles.

### Le Garçon des figues
Dans l'Égypte antique, un jeune paysan offre à la reine-pharaon Hatchepsout des figues qui ont mûri miraculeusement l'hiver sur son figuier. Jaloux, l'intendant du palais cherche à empêcher le paysan de bénéficier des faveurs de la reine.

## Fiche technique
- Titre : Ciné Si
- Réalisateur : Michel Ocelot
- Musique originale : Christian Maire
- Technique : animation en papier découpé
- Technicien du son : Jean-Claude Voyeux
- Sociétés de production : Salud Productions, La Fabrique, CNC (participation)
- Pays :  France
- Première diffusion : Canal+, 1989
- Québécois : Télétoon Rétro

## Distribution
- Arlette Mirapeu : la fille
- Philippe Cheytion : le garçon
- Yves Barsacq : le vieux projectionniste
- François Voisin : voix additionnelles

## Adaptation pour le cinéma
En 2000, six épisodes de la série Ciné Si sont regroupés par la suite pour une sortie au cinéma dans le long métrage d'animation Princes et Princesses. Les deux épisodes qui ne sont pas repris sont Icare, seule histoire où la fille n'apparaît pas, et On ne saurait penser à tout.